# نزهةالقلوب

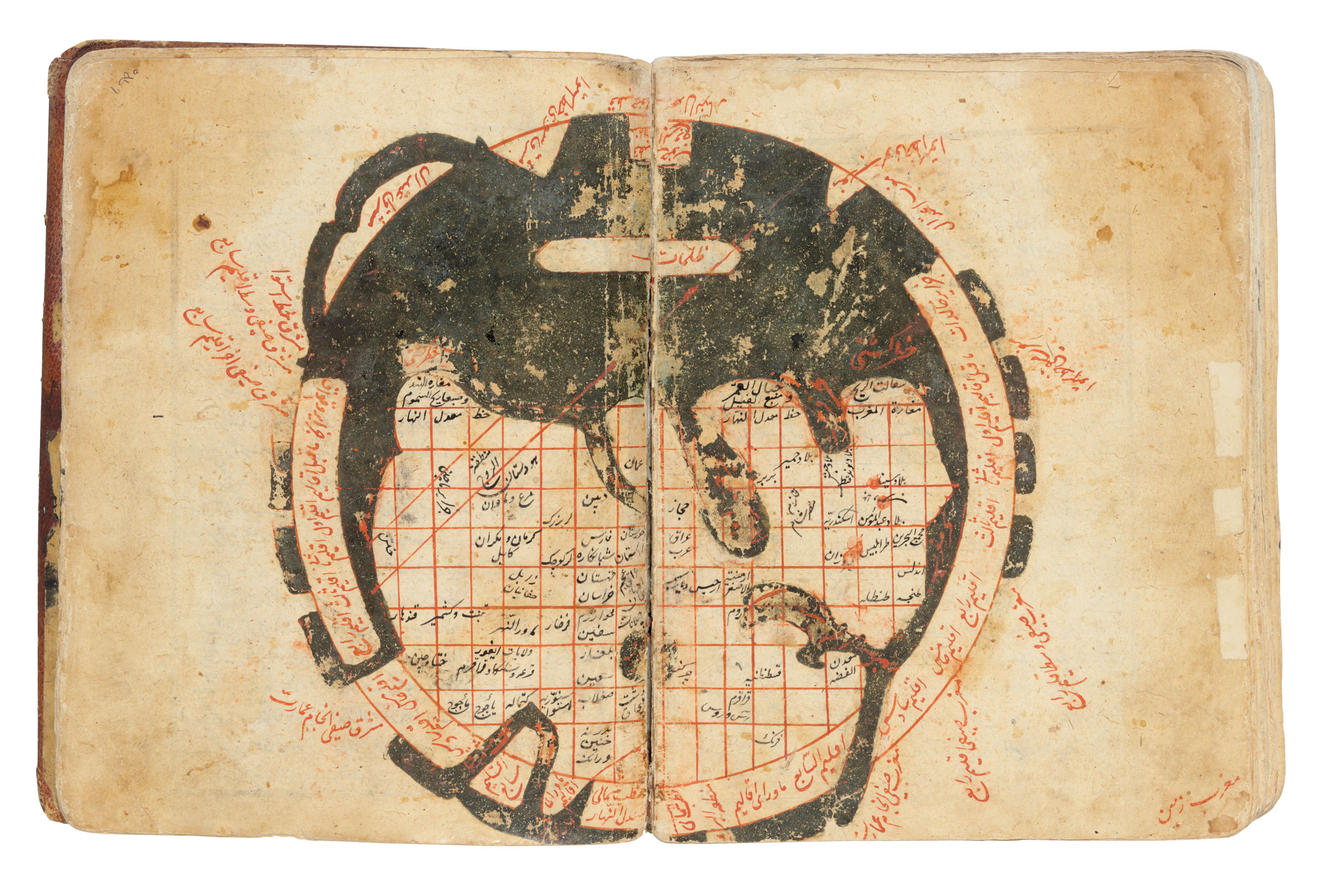
نقشهٔ جهان در نزهه‌القلوب

نزهةالقلوب کتابی دانشنامه‌گونه از حمدالله مستوفی است. وی این کتاب را در سال ۷۴۰ قمری نگاشته و بنیادش را بر یک فاتحه، سه مقاله و یک خاتمه نهاده است. فاتحه، مشتمل بر یک مقدمه در ذکر ترتیب ابداع افلاک، نجوم، عناصر و … و یک دیباچه در ذکر ربع مسکون، شرح طول و عرض عالم بوقلمون و صفت اقالیم سبعه و اطراف آن است. مقالهٔ اول در کانی‌شناسی، گیاه‌شناسی و جانورشناسی و مقالهٔ دوم در تن و روان انسان است. مقالهٔ سوم در جغرافیا، مفصل‌ترین بخش کتاب بوده و همین مقاله چند بار به چاپ رسیده است.
مقالهٔ سوم در چهار قسم، قسم اول در ذکر حرمین شریفین و مسجد اقصی، قسم دوم در شرح احوال ایران‌زمین و خود مشتمل بر مطلع و مقصد و مخلص است و قسم سوم در ذکر بلادی که جزء ایران نیست اما حکام ایرانی آن را بنا نهاده‌اند، و قسم چهارم در ذکر عمارات عالیه مشهور که در دیگر ولایات ربع مسکون است و از عظمت ابنیه است. خاتمه اثر در ذکر عجایبی است که در سایر ولایات ربع مسکون است و در بر و بحر و بیرون از آنچه در ایران‌زمین است.
حمدالله مستوفی که مأمور ارشد مالیاتی در دولت ایلخانان بوده، در نوشتارهای اقتصادی‌اش از دفاتر مالیاتی ایلخانان بهره فراوان برده است. همچنین در توصیف شرایط طبیعی و وضعیت شهرها و روستاهای فعال ایران در آن زمان، به مواردی همچون رودخانه‌ها، نهرهای آب، معادن و راه‌های کاروان‌رو اشاره کرده است.
نویسنده در مقدمه از منابع خود چون صورالاقالیم ابوزید بلخی، المسالک و الممالک ابن خردادبه، عجایب‌المخلوقات زکریای قزوینی، آثار البلاد قزوینی، فارسنامه ابن بلخی، آثار الباقیه ابوریحان بیرونی، ولایت کرمان خواجه ناصرالدین منشی کرمانی، التفهیم ابوریحان بیرونی، تاریخ اصفهان عبدالرحمن بن محمد بن اسحق اصفهانی، عجایب‌الاخبار، معجم‌البلدان یاقوت حموی، صور الکواکب شیخ ابوالحسن صوفی، اخلاق ناصری خواجه نصیرالدین طوسی، تنسوق‌نامه ایلخانی خواجه نصیرالدین طوسی، و جهان‌نامه یادکرده است.
نخستین بار نزهةالقلوب در ۱۳۱۱ قمری به‌طور کامل در بمبئی، به چاپ سنگی رسیده و بار دیگر مقالهٔ سوم کتاب در ۱۹۱۵ میلادی بر مبنای چاپ سنگی و مقابله با چند نسخهٔ خطی، به کوشش گای لسترنج در مجموعه اوقاف گیب به چاپ رسیده است. پس از او در ۱۹۲۸ میلادی، استفنسن این اثر را در لندن تصحیح و به انگلیسی ترجمه نموده و بعدها محمد دبیرسیاقی چاپ منقحی از مقالهٔ سوم آماده کرده است. نزهةالقلوب در ۱۳۹۶ خورشیدی به کوشش میرهاشم محدث در تهران به صورت کامل، به چاپ رسیده است. نزهةالقلوب از آثار برجسته و مهم تاریخی، جغرافیایی و ادبی قرن هشتم هجری است که از روی متن تصحیح شده چاپ اروپا با مقابله مجدد با چند نسخهٔ خطی معتبر قدیم و اصلاح و تهذیب کلی متن و حواشی و فهرست‌های دقیق فراهم آمده است.
تألیف: حمداللّه مستوفی
به کوشش: دکتر محمّد دبیرسیاقی
قطع: وزیری / ۲۸۴ صفحه، ۱۳۳۶ ش. انتشارت طهوری

## نگارخانه

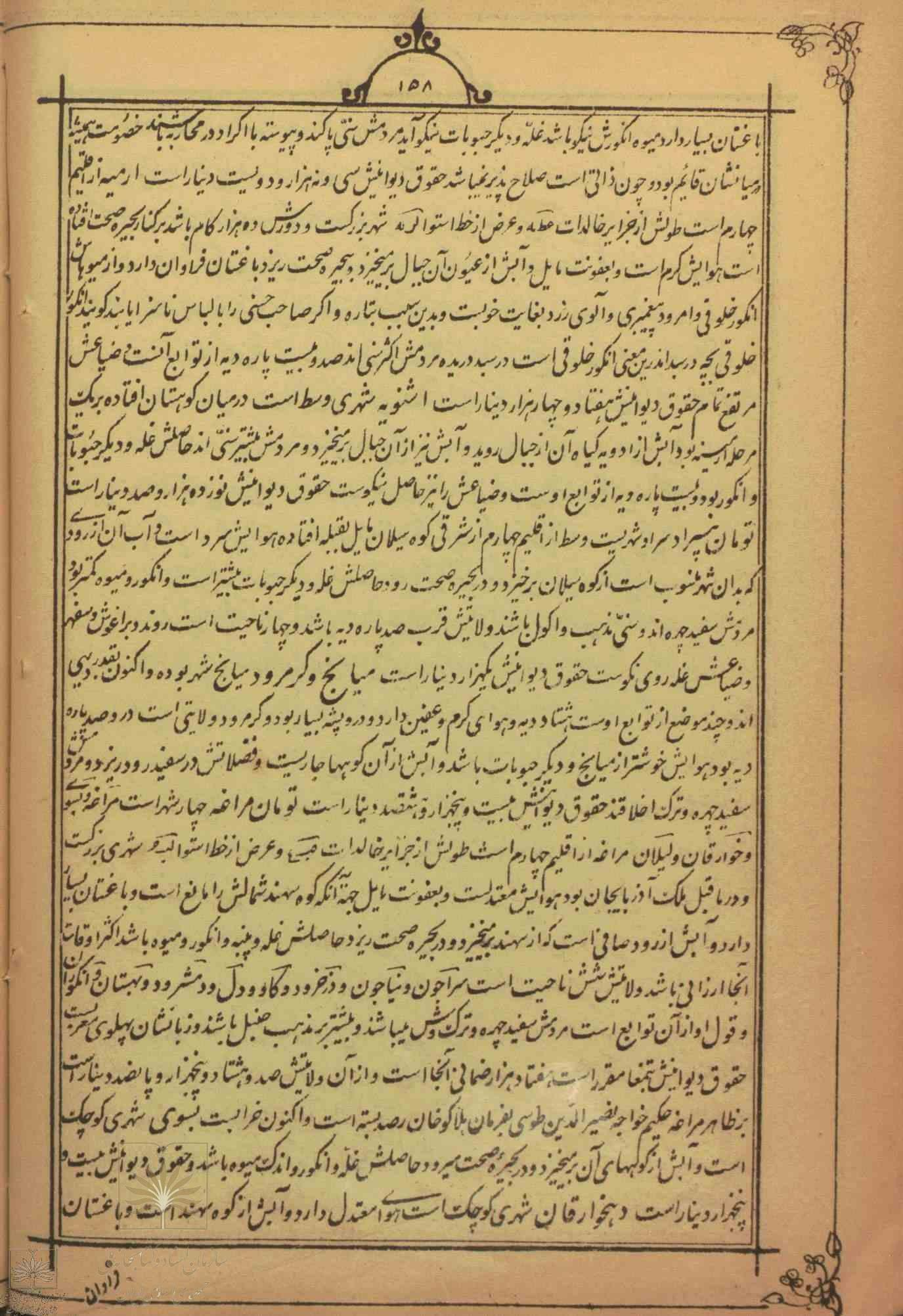
برگی از نزهةالقلوب که به زبان پهلوی در آذربایجان اشاره می‌کند.
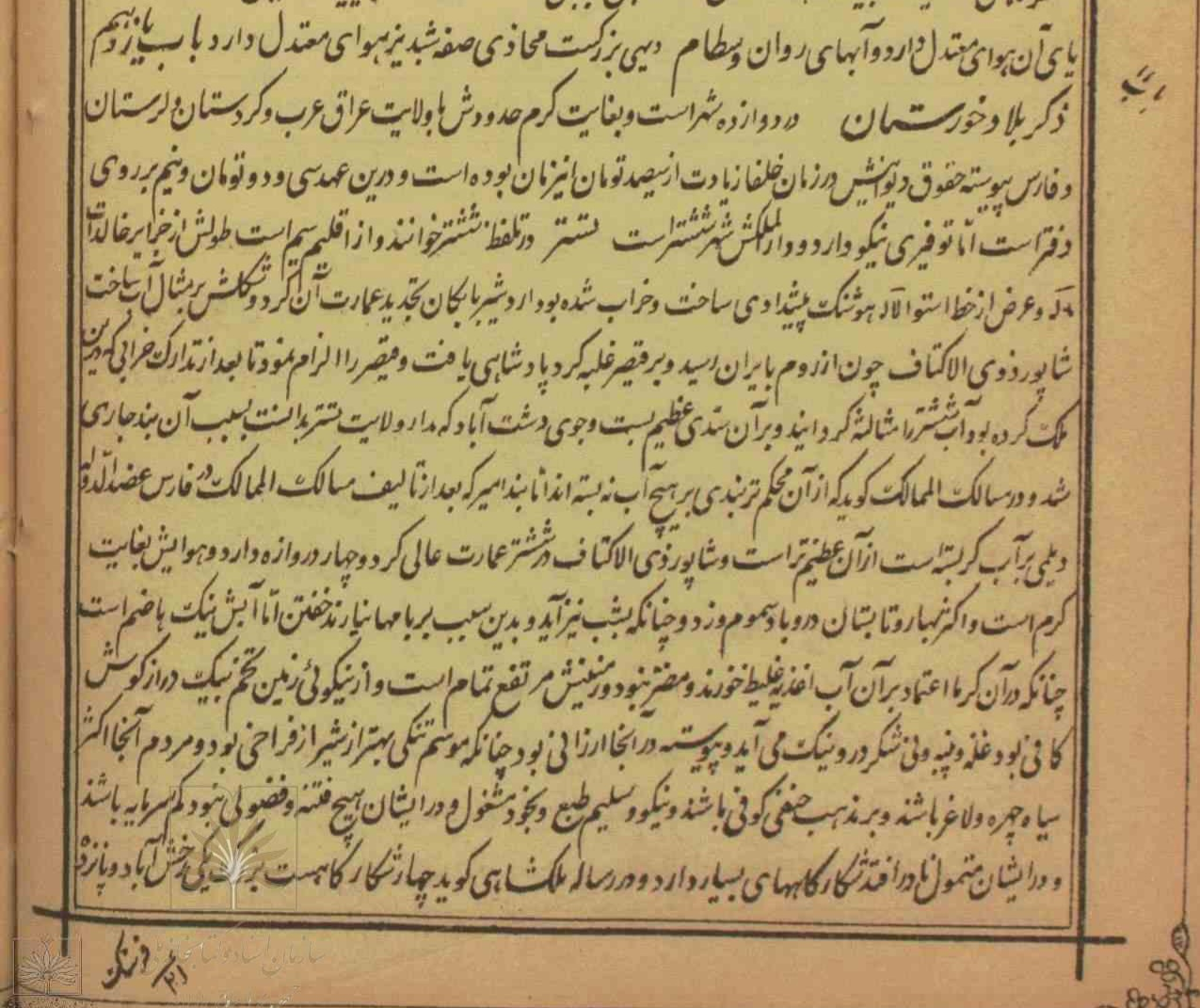
برگی از نزهه‌القلوب که به توصیف خوزستان و ایالات همسایه‌اش می‌پردازد.

## مشخصات چاپ
- مستوفی، حمدالله، نزهةالقلوب، به اهتمام و تصحیح گای لیسترانج، تهران: دنیای کتاب، چاپ یکم: ۱۳۶۲.
- مستوفی، حمدالله، متن کامل دانشنامه نزهةالقلوب، تصحیح میرهاشم محدث، تهران: سفیراردهال، چاپ اول: ۱۳۹۶.